# Кліффсайд-Парк (Нью-Джерсі)
Кліффсайд-Парк (англ. Cliffside Park) — місто (англ. borough) в США, в окрузі Берген штату Нью-Джерсі. Населення — 25 693 особи (2020).

## Географія
Кліффсайд-Парк розташований за координатами 40°49′19″ пн. ш. 73°59′16″ зх. д. / 40.82194° пн. ш. 73.98778° зх. д. (40.822081, -73.987834).  За даними Бюро перепису населення США в 2010 році місто мало площу 2,49 км², уся площа — суходіл.

## Демографія
Згідно з переписом 2010 року, у селищі мешкали 23 594 особи в 9948 домогосподарствах у складі 6179 родин. Було 10665 помешкань
Расовий склад населення:
| - 70,1 % — білих - 13,8 % — азіатів - 3,3 % — чорних або афроамериканців - 0,3 % — корінних американців - 8,7 % — осіб інших рас |

До двох чи більше рас належало 3,8 %. Частка іспаномовних становила 28,4 % від усіх жителів.
За віковим діапазоном населення розподілялося таким чином: 17,2 % — особи молодші 18 років, 65,3 % — особи у віці 18—64 років, 17,5 % — особи у віці 65 років та старші. Медіана віку мешканця становила 40,5 року. На 100 осіб жіночої статі у селищі припадало 93,4 чоловіків;  на 100 жінок у віці від 18 років та старших — 91,6 чоловіків також старших 18 років.
Середній дохід на одне домашнє господарство  становив 86 493 долари США (медіана — 60 979), а середній дохід на одну сім'ю — 101 681 долар (медіана — 71 754). Медіана доходів становила 55 395 доларів для чоловіків та 46 903 долари для жінок. За межею бідності перебувало 12,5 % осіб, у тому числі 19,0 % дітей у віці до 18 років та 12,6 % осіб у віці 65 років та старших.
Цивільне працевлаштоване населення становило 12 732 особи. Основні галузі зайнятості: освіта, охорона здоров'я та соціальна допомога — 18,0 %, науковці, спеціалісти, менеджери — 14,0 %, роздрібна торгівля — 11,3 %, фінанси, страхування та нерухомість — 10,6 %.